# متن ماسورتی

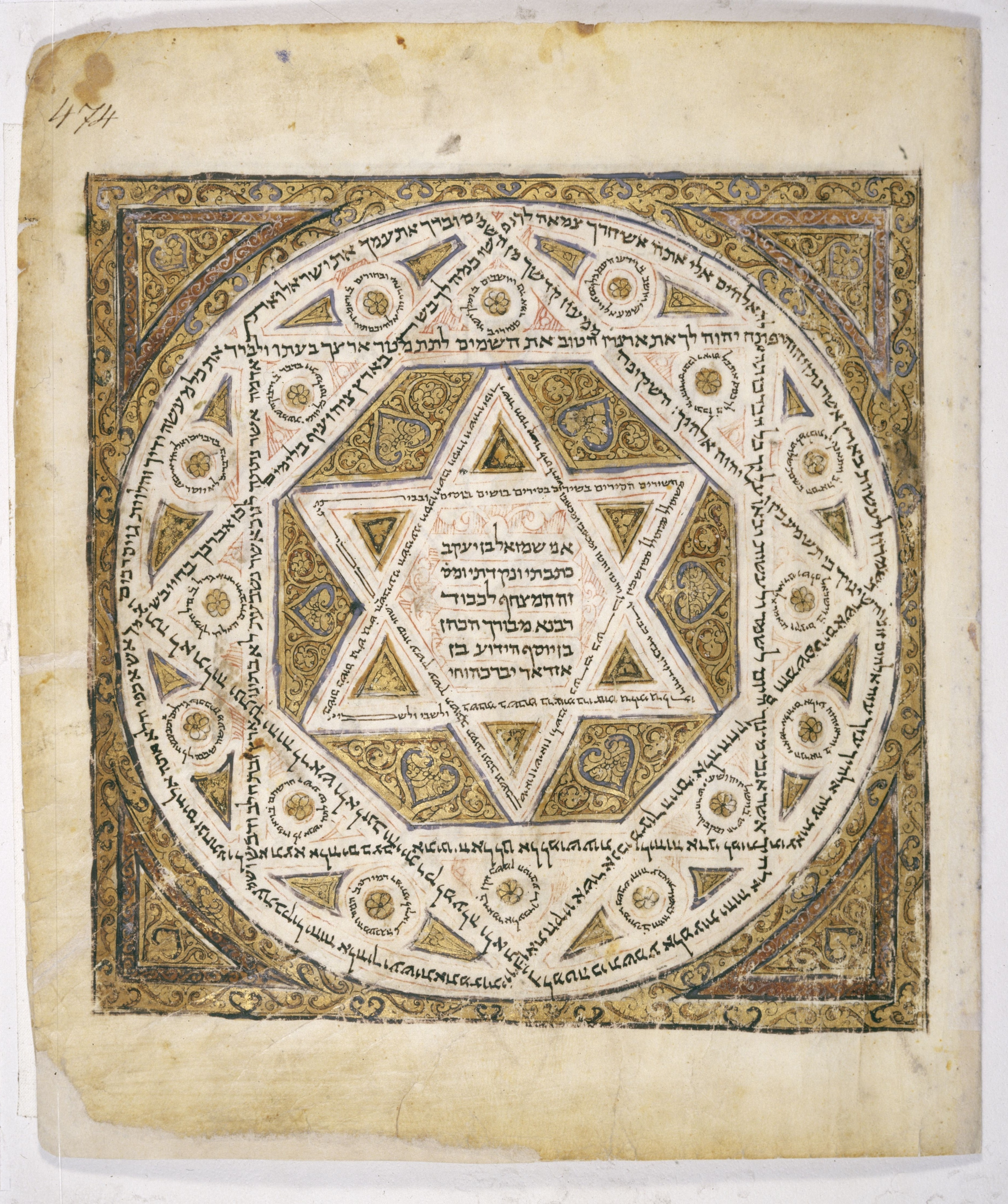
صفحه فرش از کدکس لنینگراد، کهن‌ترین دست‌نویس کامل متن ماسورتی.

متن ماسورتی (عبری: נֻסָּח הַמָּסוֹרָה‎، آوانگاری: Nūssāḥ Hammāsōrā) به معنی متن سنت، متن معتبر عبری توراتی و آرامی از کتاب عهد عتیق یا کتاب مقدس عبری (تنخ) در یهودیت خاخامی است.
متن ماسورتی، متون یهودی و متن دقیق حروف، به همراه مصوت‌گذاری و آکسان‌گذاری که به عنوان «ماسورا» شناخته می‌شود را تعیین می‌کند؛ ماسورا که به متن ماسوری اشاره دارد، به‌طور خاص به معنی نشانه‌های آوایی متون مقدس یهودی و یادداشت‌های حاشیه‌ای مختصر در نسخه‌های خطی (و بعداً چاپی) تناخ است که جزئیات متنی، معمولاً در مورد املاء دقیق کلمات را ذکر می‌کند. این متن در درجه اول توسط گروهی از یهودیان معروف به ماسورت‌ها بین قرن‌های ۷ تا ۱۰ میلادی کپی، ویرایش و توزیع شد. قدیمی‌ترین نسخه کامل شناخته شده، نسخه خطی لنینگراد، به اوایل قرن ۱۱ میلادی بازمی‌گردد.
اختلافاتی که در طومارهای دریای مرده ثبت شده‌اند، نشان می‌دهد که نسخه‌های متعددی از کتاب مقدس عبری تا پایان دوره معبد دوم وجود داشته‌است. اینکه کدام متن به یک متن اصلی فرضی نزدیکترین است مورد مناقشه است، و اینکه آیا چنین متن واحدی تا به حال وجود داشته‌است یا خیر. طومارهای دریای مرده، که دیرینگی آن به سده سوم پیش از میلاد بازمی‌گردد، حاوی نسخه‌هایی از متن است که تفاوت‌هایی با کتاب مقدس عبری امروزی دارد. هفتادگانی (ترجمه یونانی کوینه که در قرن‌های سوم و دوم پیش از میلاد انجام شده‌است) و پیشیتا (ترجمه سریانی در قرن دوم میلادی) گاهی اوقات تفاوت‌های قابل توجهی با متن ماسورتی دارند، همان‌طور که تورات پنجگانه سامری، متن تورات که توسط سامریان به زبان عبری سامری حفظ شده‌است قطعاتی از یک دست‌نویس باستانی از کتاب لاویان که در نزدیکی کشتی تورات یک کنیسه باستانی در عین گدی [En Gedi] یافت شده، دارای عباراتی یکسان با متن ماسورتی است.
متن ماسورتی، پایه و اساس اکثر ترجمه‌های پروتستان عهد عتیق مانند نسخه شاه جیمز، نسخه استاندارد انگلیسی، کتاب مقدس استاندارد جدید آمریکایی و نسخه بین‌المللی جدید است؛  پس از سال  ۱۹۴۳میلادی ، برای برخی از انجیل‌های کاتولیک، مانند انجیل آمریکایی جدید و انجیل اورشلیم جدید نیز استفاده شده‌است. برخی از فرقه‌های مسیحی به جای آن ترجمه‌های هفتادگانی را ترجیح می‌دهند، زیرا با گفتاوردهای موجود در عهد جدید مطابقت دارد.